# Zopyrion evenor
Zopyrion evenor är en fjärilsart som beskrevs av Frederick DuCane Godman och Osbert Salvin 1901. Zopyrion evenor ingår i släktet Zopyrion och familjen tjockhuvuden. Inga underarter finns listade i Catalogue of Life.